# Bachs Nekrolog
Als Bachs Nekrolog wird allgemein der Nachruf auf Johann Sebastian Bach aus dem Jahr 1754  bezeichnet. Er erschien vier Jahre nach seinem Tod in der Musikalischen Bibliothek.

## Veröffentlichung
Der Nekrolog erschien in Lorenz Christoph Mizlers Musikalischer Bibliothek, einer von 1736 bis 1754 erschienenen Publikationsreihe, die über Musik berichtete und sie rezensierte. Damit war er das Organ von Mizlers Musikverein, dem Bach seit 1747 angehörte. Bachs Nekrolog erschien 1754 in seinem letzten Teil, Band 4, Teil 1, als dritter von drei Nachrufen auf ehemalige Mitglieder des Musikvereins. Obwohl im Artikel kein Autor genannt wird, sind als Verfasser Carl Philipp Emanuel, Bachs Sohn, und Johann Friedrich Agricola, ein Schüler Bachs, bekannt.

## Inhalt
Der Nekrolog enthält grundlegende Daten über Bachs Familie und seinen Wohnort, listet Kompositionen auf und beschreibt einige Szenen, insbesondere die heimliche Kopie einer Partitur seines ältesten Bruders durch den jungen Bach, die Geschichte eines Musikwettbewerbs, den Bach gewann, als sein Konkurrent aus der Stadt floh, und den Besuch Friedrichs des Großen in Sanssouci in seinen späteren Lebensjahren. Die letzten Seiten des Nekrologs enthalten Gedichte zum Gedenken an den Komponisten.

### Vorfahren und Musiker der Familie Bach
Der „Nekrolog“ macht sich auf die Suche nach einigen Vorfahren Bachs, listet frühere Komponisten der Bach-Familie auf und geht näher auf ihr Werk ein (S. 158–160).

### Eisenach – Ohrdruf – Lüneburg
Es folgt eine Beschreibung von Bachs früher Jugend in Eisenach, dem Aufenthalt bei seinem ältesten Bruder Johann Christoph in Ohrdruf nach dem Tod der Eltern und seiner Zeit als Student und Chorknabe in Lüneburg (S. 160–162).
Mehr als eine Seite ist der Episode des heimlichen Abschreibens des Manuskripts seines Bruders gewidmet (S. 160–161). Dem „Nekrolog“ zufolge ging Bach nach dem Tod seines Bruders nach Lüneburg; spätere Forschungen ergaben jedoch, dass Johann Christoph noch mindestens 20 Jahre lebte.

### 1703 bis 1723
Anschließend wird Bachs Karriere als Musiker verfolgt (S. 162–166). Auch hier gibt es eine Anekdote, die über mehrere Seiten hinausgeht: der gescheiterte Wettbewerb mit Louis Marchand in Dresden, der die Stadt am frühen Morgen des Wettbewerbstages verlassen hatte (S. 163–165).

### Leipzig
Die Beschreibung von Bachs letzter Position als Thomaskantor ist relativ kurz; die meiste Aufmerksamkeit gilt seinem Besuch in Potsdam im Jahr 1747 und dem Tod des Komponisten im Jahr 1750 (S. 166–167).

### Werkverzeichnisse
Es folgt eine Liste der zu Lebzeiten des Komponisten gedruckten Kompositionen, in der allerdings die in Mühlhausen gedruckten Kantaten und die in Schemellis Gesangbuch abgedruckten Lieder und Arien fehlen (S. 167–168). Die folgende Liste unveröffentlichter Werke ist alles andere als detailliert (S. 168–169) und scheint zahlenmäßig übertrieben oder aber ist ein Indiz dafür, dass eine große Zahl von Bach-Kompositionen verloren gegangen ist.

### Ehen und Kinder
Die nächsten Absätze sind Bachs beiden Ehen und seinen Kindern gewidmet (S. 169–170).

### Bedeutung als Komponist
Der Bericht des „Nekrologs“ endet mit einer Skizze Bachs als Musiker und seiner Bedeutung als Komponist, wobei im letzten Absatz einige Sätze zum Charakter des Komponisten aufgeführt werden (S. 170–173).

### Poesie
Als Epilog zum „Nekrolog“ finden sich auf den Seiten 173–176 Gedichte zur Erinnerung an Bach.

## Rezeption
Der Nekrolog spielte eine entscheidende Rolle für die nachfolgenden Biografien des Komponisten. Philipp Spitta nennt den Nekrolog in der Einleitung zu seiner maßgebenden Bach-Biografie des 19. Jahrhunderts als eine der wenigen älteren Bach-Biografien, denen er vertraut. Auch im 20. Jahrhundert benennen Bach-Biographen den Nekrolog als direkte Quelle ihrer Arbeit.